# لاورا بنکارت

لاورا بنکارت (آلمانی: Laura Benkarth؛  زادهٔ ۱۴ اکتبر ۱۹۹۲) بازیکن زن فوتبال اهل آلمان است. 
وی هم‌کنون برای باشگاه فرایبورگ و تیم ملی فوتبال زنان آلمان بازی می‌کند.